# 17.3 about a sex
『17.3 about a sex』（じゅうななてんさん アバウト ア セックス）は、2020年9月17日よりABEMA SPECIALで配信されるドラマ（全9回）。
集英社の漫画プラットフォーム「yoi comic」でドラマのコミカライズ作品、『17.3 about a sex ～私たちのリアル～』が2022年1月22日より連載中。

## 概要
青春恋愛物語。主演の女子高生3人組は雑誌『Seventeen』専属モデルである永瀬莉子、田鍋梨々花、秋田汐梨が務める。ドラマタイトルは性行為の初体験年齢の世界平均である17.3歳から取られている。
2020年8月5日に開催された東京ガールコレクションのステージにて3人が登場し発表。共演の水沢林太郎、新原泰佑、藤枝喜輝、石川雷蔵も登場した。
恋愛バラエティーで人気を得たABEMAが恋愛の次に性の多様性と理解に焦点を当てたドラマ企画として立案。制作サイドによると性教育、性体験を描く内容のため、出演キャストのオファーや撮影場所の許可申請といった企画段階から作品宣伝の際の表現まで、関係各所からNGが続出したという。その上でタブー視されている“性”をポップにポジティブに、そして視聴対象である17歳が観ることのできる表現で描き出す。
配信1週目にはABEMAオリジナルドラマ史上1位のコメント数を記録。cinemacafe.netでは「日本版セックス・エデュケーション」と論評した。
全9回を7週（初回配信のみ1話から3話を一挙配信）で配信する。連続ドラマとして主要登場人物の成長も描かれるが、興味を抱いたテーマごとに見られるように基本的にはひとつの話でワンテーマを扱い、1話完結型。エンディングロール部分ではその回にまつわる資料データをセイシル、TENGAヘルスケアなどの提供を受けたグラフで表示する。

## 登場人物
清野咲良（せいの・さくら）
演 - 永瀬莉子
本作の主人公。ピュアで真面目な高校2年生。同じクラスの紬、祐奈とは親友であり、ファミリーレストラン「COOK'S」で毎日のようにお喋りする仲。情報に流されやすい性格だが友人思い。母からは性的情報をシャットダウンされ、下着も買ってもらっていたが、守られるだけの環境を変えたいと思いなおす。
第1話ではインターネット検索して得た間違った知識で、陰毛をパイパンにしていることを劉生により学年男子全体に広められてしまい、第4話では性具を学校に持ってきたと、本人の意図しない経緯で周囲から性的なイメージがついてしまう。後に朝日悠と交際を開始し、最終回ではセックスに至る。
原紬（はら・つむぎ）
演 - 田鍋梨々花
さばさばしたクールな高校2年生。ひとりのときはヘッドホンで音楽を聴きながら歩くなど独自の世界観を持つ。異性と付き合うことの重要性を感じていないが、再会した幼馴染から突然告白される。父子家庭。
恋愛ドラマなどにときめきを感じないため、アセクシャルであると自己分析。何事にも冷静な一方、自分はつまらない人間、普通じゃないと心の内で生きづらさを感じ葛藤する。一方、咲良からは流されないところがいいと評されている。
皆川祐奈（みながわ・ゆな）
演 - 秋田汐梨
経験豊富で早熟な高校2年生。経験人数は5人。常に運命の人と出会う努力を怠らず、好きな人とセックスして何が悪いのかわからないという持論を持つ。つい口をすべらせ噂を広げてしまったり、本心を言ってしまうことがある。
マッチングアプリで出会った26歳会社員と交際していたある日、下半身に痛みを感じ、性器ヘルペスに罹ったことがわかる。
朝日悠
演 - 水沢林太郎
生物オタクの変わり者。生物準備室に入り浸る。論理的でひょうひょうとしており、性的なにおいを感じさせないが、咲良にオキシトシンを感じ、バイセクシャルであることを告白。告白するまで男性としか交際経験がない。
堀田劉生
演 - 新原泰佑
第1話時点での咲良の彼氏。同級生であり、女生徒からは白馬の王子様といわれているが、友人グループでAVの配信動画を回し見しており、朝日からは性の知識がAVの知識しかないと指摘されている。第8話では遠藤なるみを妊娠させる。
青木康太
演 - 藤枝喜輝
紬の幼なじみ。部活動に打ち込む体育会系。紬とはもともと友人であったが、ファミリーレストラン「COOK'S」で再会。偶然再開したことから紬を映画に誘う。
新田貴大
演 - 石川雷蔵
祐奈の彼氏。交際前に性病検査に連れていかれる。ホテルでブラジャー姿の祐奈に股間が萎えてしまったことで、祐奈は自分の胸の大きさが原因だと思い悩む。実際は童貞であることの緊張と、そこからくる若年性EDの悩みからであった。
清野亜紀
演 - 藤原紀香
咲良の母。家庭的なよき母であるが、食卓のテレビに性的なシーンが流れるとすぐさま変えるなど、子供である咲良には性的情報を入れないように教育してきた。
娘視点で過干渉だが、親目線では娘を守りたいという表れとし、演ずる藤原は自身の親を役作りに投影しているという。
城山奈緒
演 - ソニン
青葉台高等学校の生物学教師。ジェンダー学や動物の性について詳しい。

### ゲスト
- ファミレスの客（謎の女）[21] - ひかりんちょ（1、5、9）
- 男子生徒が配信で見ていたAV女優 - 加美杏奈（1）
- ナレーター - 渡辺英雄（1）
- アナウンサー - 西澤由夏（1）
- 生徒 - 松尾潤、竹内唯人（1‐5、9）
- 生徒 - 後藤聖那（1‐4、9）
- 女性 - 安倍乙（2）
- 紬の父 - 矢柴俊博（2、7、9）
- 自称IT企業勤務の男 - 松村龍之介（3）
- 彼女 - 小室安未（3）
- 祐奈の母 - 武藤令子（3）
- クリニックの医師 - 安藤聖（3）
- クリニックの看護師 - 久保田磨希（3）
- 遠藤なるみ - 中村守里（ラストアイドル）（7、8）

咲良の中学からの友人。成績優秀で英語が得意。
- スピーチ大会の学生 - 小林拓司（7）
- スピーチコンテスト審査員長 - 山下容莉枝（7）
- ドラッグストアのおじさん - 田野良樹（8）
- 教師 - 古澤蓮（8）
- 教頭 - 金田明夫（8）
- 路上シンガー・まるりとりゅうが - まるりとりゅうが（9）
- パパラピーズ - パパラピーズ（9）

## 配信リスト
| 話数  | 配信開始日     | サブタイトル                                      | 時間 | 脚本                     | 演出     | テーマ           |
| ----- | -------------- | ------------------------------------------------- | ---- | ------------------------ | -------- | ---------------- |
| #1    | 2020年 9月17日 | 処女卒業17.3歳 ウチらはどうする?                  | 30分 | 山田由梨（劇団贅沢貧乏） | 金井紘   | 初体験           |
| #2    | 9月17日        | そもそもセックスってしなきゃダメ?                 | 26分 | 山田由梨（劇団贅沢貧乏） | 金井紘   | アセクシュアル   |
| #3    | 9月17日        | 女子が経験人数多いのってダメなの?                 | 25分 | 山田由梨（劇団贅沢貧乏） | 金井紘   | 性感染症         |
| #4    | 9月24日        | ぶっちゃけ、女子も1人でしてるの?                  | 31分 | 山田由梨（劇団贅沢貧乏） | 金井紘   | セルフプレジャー |
| #5    | 10月1日        | 人を好きになることに性別って関係ある?             | 27分 | 山田由梨（劇団贅沢貧乏） | 金井紘   | アウティング     |
| #6    | 10月8日        | 胸のサイズってそんなに大事?                       | 31分 | 山田由梨（劇団贅沢貧乏） | 松田祐輔 | ボディイメージ   |
| #7    | 10月15日       | 男子の皆さん、1週間出血し続けることありますか?    | 34分 | 山田由梨（劇団贅沢貧乏） | 金井紘   | 月経             |
| #8    | 10月22日       | 妊娠で退学。なんで女子だけ?                       | 32分 | 山田由梨（劇団贅沢貧乏） | 金井紘   | 高校生の妊娠     |
| FINAL | 10月29日       | 17.3歳-ウチら、もう"何も知らない"って歳じゃない。 | 34分 | 山田由梨（劇団贅沢貧乏） | 金井紘   | 思春期の保護者   |

## 音楽

### 主題歌
- まるりとりゅうが「ONE STEP」EMIレコード[24]
  - 作詞:Ryuga　作曲:Ryuga、吹野クワガタ

### 劇中使用曲
- 第1話：まるりとりゅうが「サニー」EMIレコード
  - 作詞：Ryuga　作曲：Ryuga
- 第2話：Iri「24－25」ビクター/カラフルレコーズ
  - 作詞：iri.　作曲：iri.

## スタッフ
- 音楽：Honey Works
- 撮影：ナカムラユーキ
- Bカメラ：宮崎志歩
- 照明：田中心樹
- 録音：岡本立洋、古谷正志
- CGタイトル編集：小林一博
- 携帯演出：本田貴雄
- 編集：柳沢竜也
- ライン編集：杉山英希
- 選曲：谷口広紀
- 録音効果：西垣尚弥
- 音楽コ－ディネーター：大谷直司
- MIX：市川聡雄
- MA：神山菜摘美術
- デザイン：近藤純子
- 装飾：早坂英明
- 持ち道具：乾しのぶ
- スタイリスト：根岸豪、稲葉江梨、今井聖子（藤原紀香担当）
- ヘアメイク：竹山直実、高村三花子、佐々木博美（藤原紀香担当）
- 衣装：池ノ上奈々
- フードコーディネイター：はらゆうこ、杖谷萌香
- 撮影協力：手賀沼フィルムコミッション、安中市
- 監修協力：セイシル、TENGA
- 制作協力：ABEMA PRODACTION、フジアール、ケイプランニング、バスク
- イラスト：Nah（アソビシステム）
- 医療監修：高橋幸子_(産婦人科医)（産婦人科医・埼玉医科大学助教）
- 性教育監修：中島梨乃
- ラインプロデューサー：ワダシンスケ
- プロジェクトマネージャー：小出亮太（ABEMA）、橋本達也(ABEMA)
- プロデューサー：藤野良太[25]
- 製作著作：ABEMA

## 誰も教えてくれないけど本当は知りたいセックスのこと！バービーとウチらの「17.3 about a sex」～特別版～
『本当は知りたいセックスのこと！バービーとウチらの「17.3 about a sex」～特別版～』は2020年9月18日開始の『17.3 about a sex』連動番組。バービーを司会にゲストとドラマの内容、テーマについて語るトーク番組。ドラマ本編配信翌日となる9月18日、18時より配信。ドラマ同様、初回は3話を一挙に配信。以降、毎週金曜に配信。冒頭で出演者紹介を行い、ゲストが17歳だったころの逸話を披露。以降本編を流し、副音声のような形でゲストがドラマを見ながらトークを行う。本編終了後は様々な角度から深堀りトークを繰り広げる。また視聴者からの恋愛や性に関する相談に応えるコーナーも設ける。

### 出演者
- バービー（フォーリンラブ）

### 配信リスト
| 話数  | 配信開始日     | 内容             | 時間 | ゲスト                                                   |
| ----- | -------------- | ---------------- | ---- | -------------------------------------------------------- |
| #1    | 2020年 9月18日 | 初体験〇〇だった | 44分 | 武尊、森咲智美                                           |
| #2    | 9月18日        | 人と違うのは変?  | 41分 | りゅうちぇる、古川優香（さんこいち）                     |
| #3    | 9月18日        | 性病検査は大事?  | 39分 | しみけん、ヘラヘラ三銃士（ありしゃん、まりな、さおりん） |
| FINAL | 9月25日        | 親子の性の話     | 40分 | 平子祐希（アルコ＆ピース）、蒼井そら                     |